# Lycodapus mandibularis
Lycodapus mandibularis és una espècie de peix de la família dels zoàrcids i de l'ordre dels perciformes.

## Morfologia
- Els mascles poden assolir 20 cm de longitud total.[4][5]

## Hàbitat
És un peix marí i d'aigües profundes que viu entre 100-1.370 m de fondària.

## Distribució geogràfica
Es troba des del Golf d'Alaska fins al sud de Califòrnia (els Estats Units).

## Observacions
És inofensiu per als humans.